# Paratryphera mesnili
Paratryphera mesnili är en tvåvingeart som beskrevs av Herting 1977. Paratryphera mesnili ingår i släktet Paratryphera och familjen parasitflugor.
Artens utbredningsområde är Albanien. Inga underarter finns listade i Catalogue of Life.